# Anansus
Anansus là một chi nhện trong họ Pholcidae.

## Các loài
Các loài trong chi này gồm:
- Anansus aowin Huber, 2007
- Anansus debakkeri Huber, 2007
- Anansus ewe Huber, 2007